# سرمج مسبل
سَرمج مُسبِل هي نوع من النباتات المزهرة في الفصيلة الربيعية. ينتشر انتشارًا واسعًا في شمال وشرق ووسط الصين، وأقصى شرق روسيا وشبه الجزيرة الكورية واليابان، وأُدخِل في ولاية جُرجية الأمريكية. وقد حصلت على جائزة الجمعية الملكية البستانية لجائزة الاستحقاق للحدائق.